# Apple Keyboard
Apple Keyboardは、最初にApple IIシリーズ用に、次にMacintoshシリーズ用に、Appleがデザインしたキーボードである。 Apple Extended Keyboardを含む数十のモデルがリリースされてきた。  
2024年11月現在、端子がUSB-CのBluetooth接続の各モデルも販売され、iMacやMac Proの付属品も変更されている。macOS Sequoia 15.1以降対応なので注意が必要である。  
2015年10月以降、AppleはBluetooth接続の各言語版でTouch ID付きと無しのLightning端子の製品を提供している。Magic Keyboard（シルバーのみ）、およびMagic Keyboard (テンキーキーパッド付）のシルバーまたはスペースグレーのモデルがある。 Mac Proには特別な、黒いキーで本体がシルバーのモデルが付属している。 
どちらも、薄いアルミニウムシャーシとノート型パソコンに近い薄型キーをベースにしており、従来のキーボードよりも全体的に低い高さにデザインされている。 
配列は、2023年7月現在、Arabic, British English, Chinese (Pinyin), Chinese (Zhuyin), Danish, French, German, Italian, Japanese, Korean, Portuguese, Russian, Spanish (Latin America), Spanish, Swiss, Ukrainian, US Englishの17種ある。 

## レイアウト

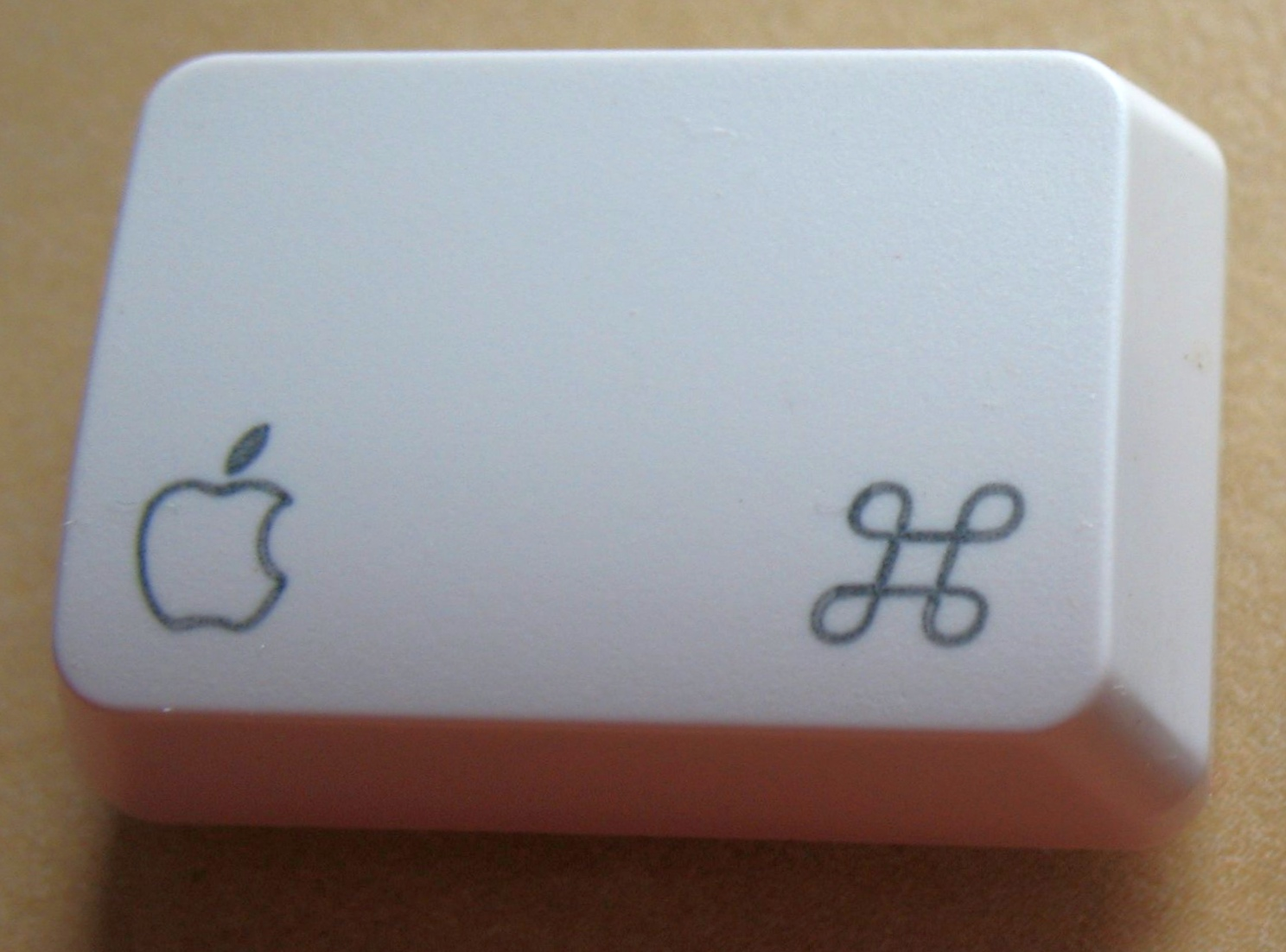
Appleロゴが付いた古いバージョンのcommandキー

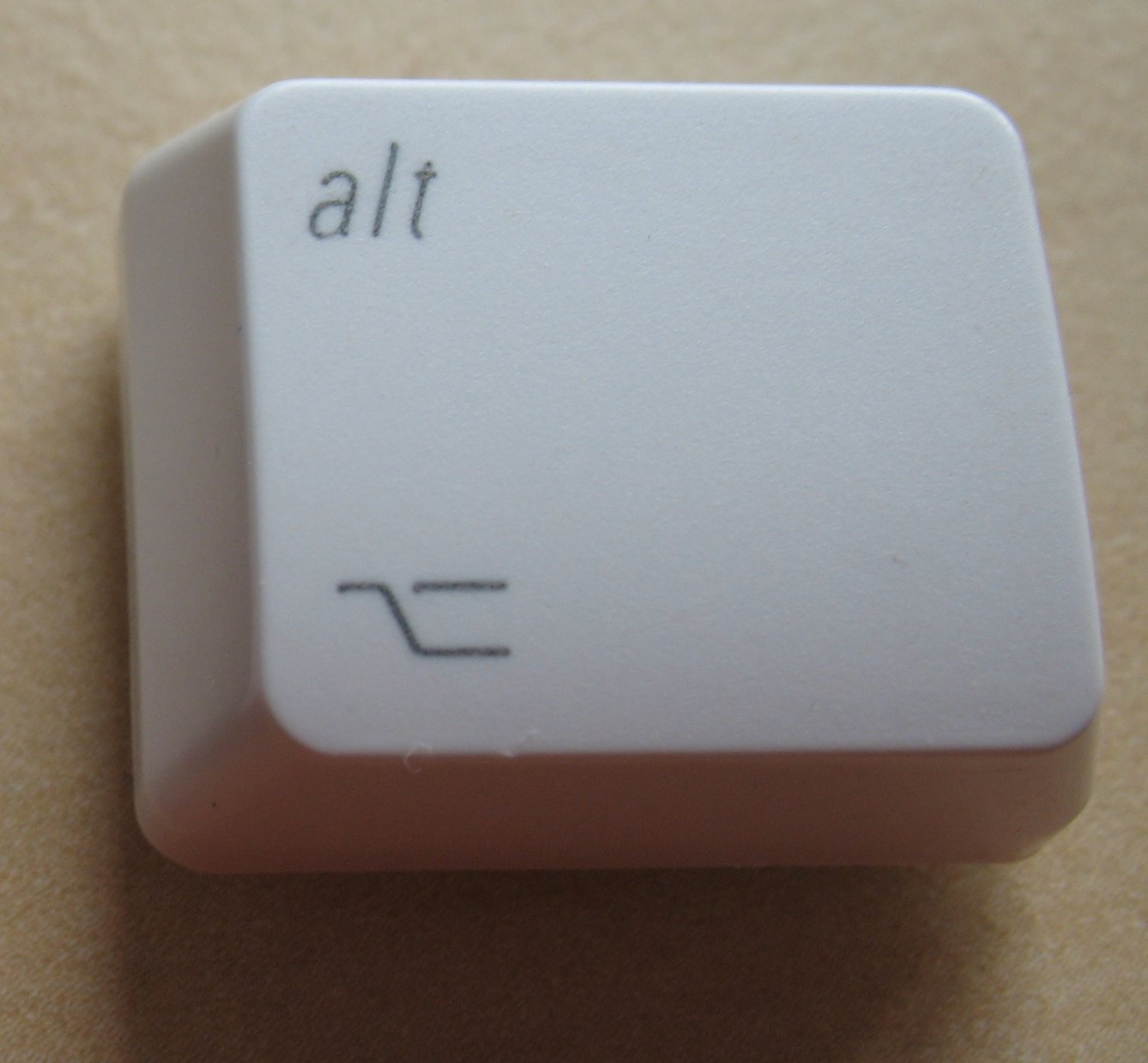
古いバージョンのオプションキー

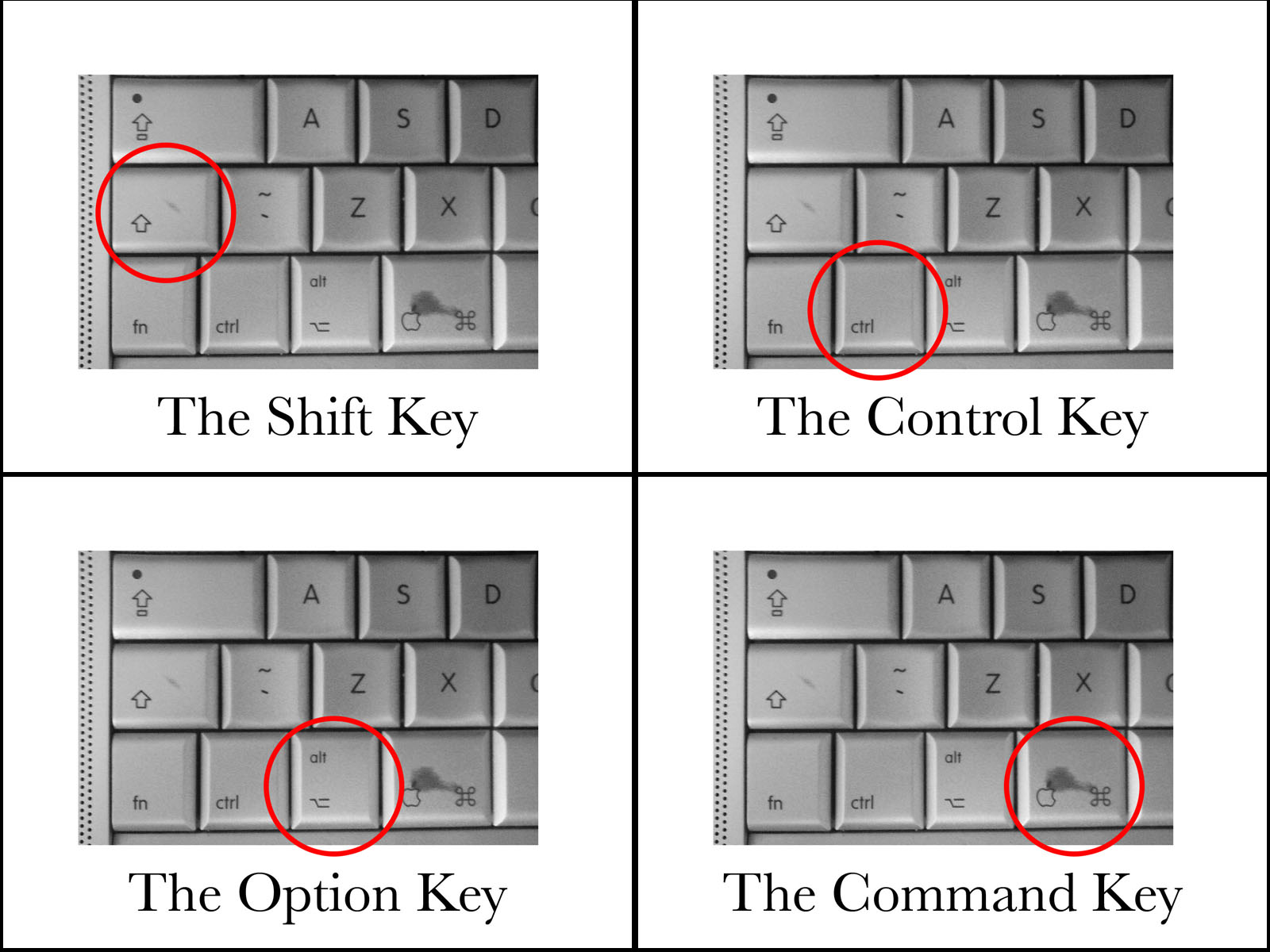
修飾キー

Classic Mac OSやmacOSの機能を提供するため（および歴史的な違いにより）、Apple Keyboardのレイアウトは、主に修飾子と特殊キーの点で、ユビキタスIBM PCキーボードのレイアウトと多少異なる。 これらのキーの一部には、 Unicodeブロックその他の技術用記号にて定義された一意の記号がある 。 他のキーボードと異なる機能は下記のとおり。 

### deleteキー

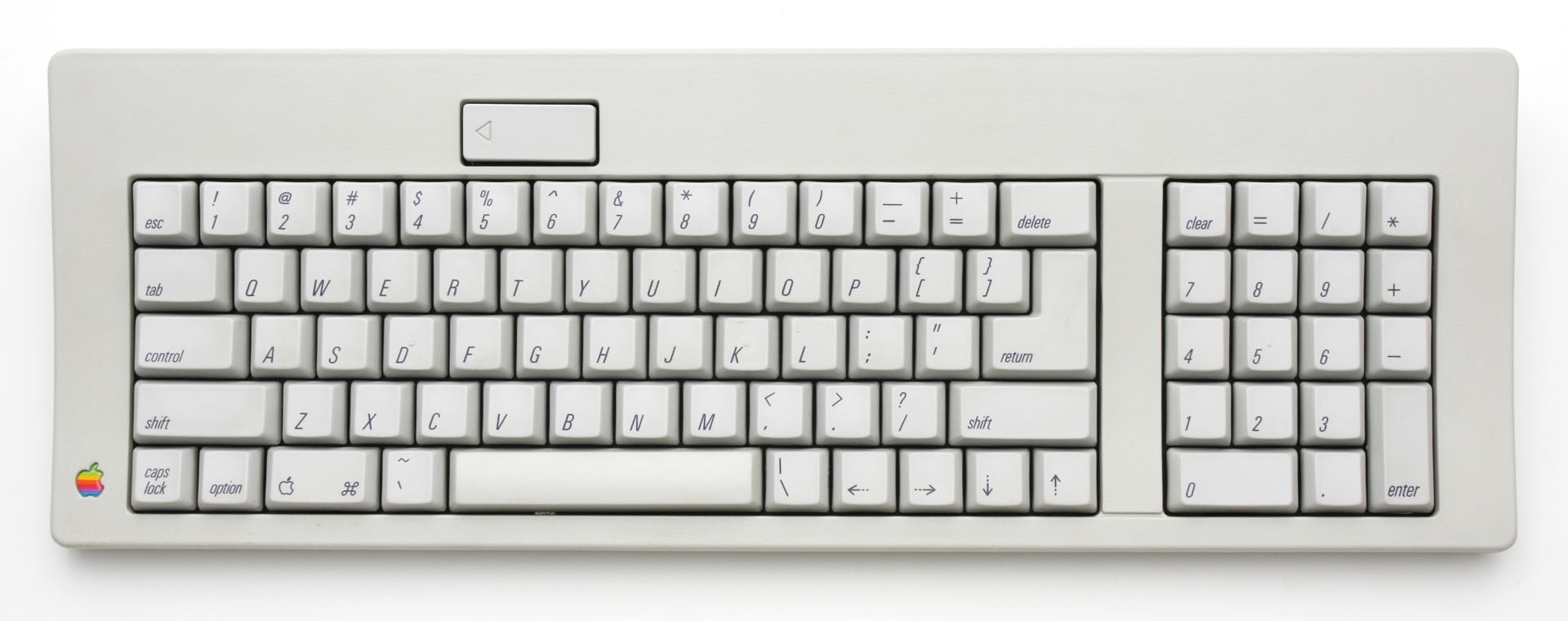
初代Apple Desktop Bus対応のApple Keyboard, テンキーにある+キーと-キーの配列が後のモデルとは逆である。

初代Macintoshのキーボードでは、現在のWindows PCのキーボードと同様にbackspace表記であったが、Apple IIcや初代Apple Desktop Busキーボードからはdeleteキーへ表記の変更が行われて以降、2025年現在もdelete表記である。

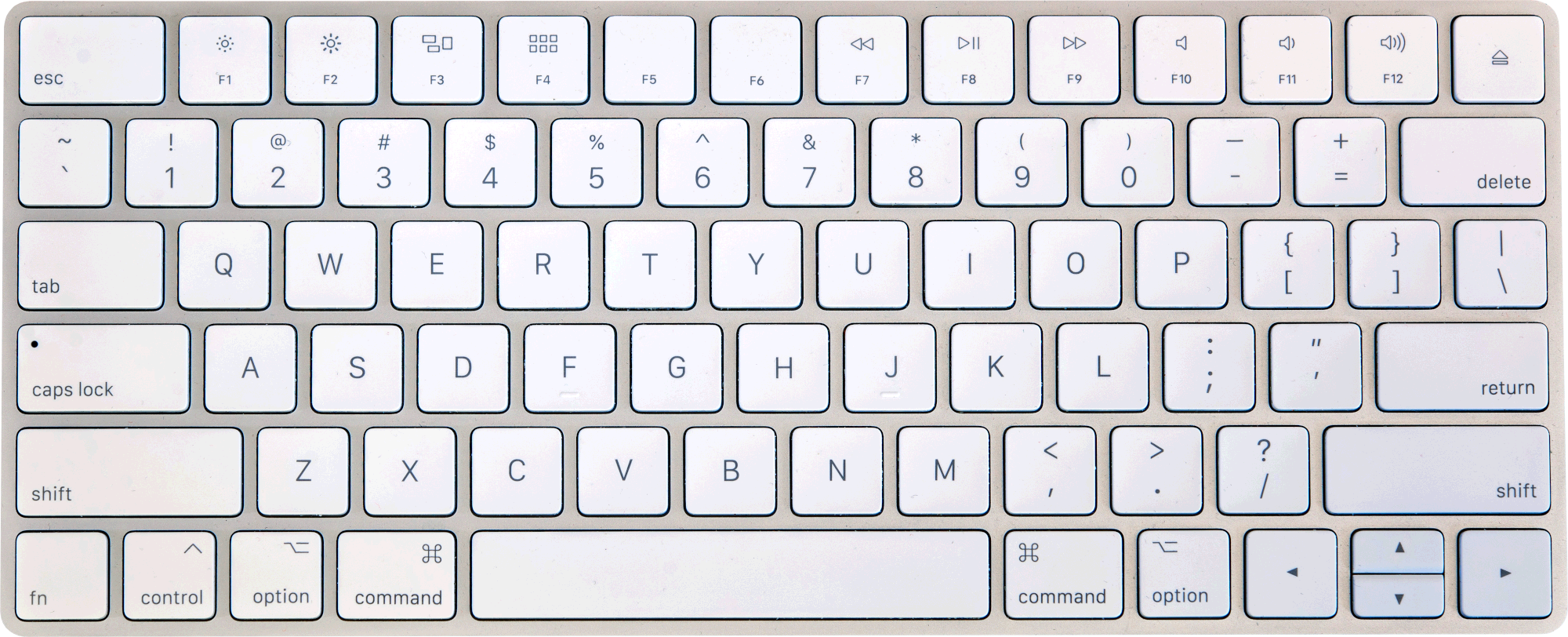
US EnglishのMagic Keyboard

### commandキー（⌘）
Macでのほとんどのキーボードショートカットで使用される。Unix系の環境ではメタキーとして機能し、Windows環境ではWindowsキーと同等に機能するが、一般的なアプリケーションでは、Windowsでのコントロールキーと同じ機能を実行する 。 標準のIBM PCキーボードレイアウトの同等のものと比較すると、commandキーとoptionキーの順序は逆である。
- Apple IIシリーズの「オープン」（白抜き）および個別の「クローズド」（ベタ塗り）Appleロゴキーは、commandキーと同様の機能を果たす。 open-Appleキーは、 Apple Desktop Busキーボード（Apple IIgsと十数年間のMacintoshモデルの両方で使用さた）のcommandキーと組み合わされ、Apple IIラインが廃止された後も残された。

### optionキー（⌥）
発音区別符号やその他の特殊文字を入力する。 shiftキーやcontrolキーと同様に、optionキーはcommandキーのショートカットの修飾子として機能するほか、多くの特殊文字を入力するためにも使われる。 これは、Apple IIアプリケーションでの固体Appleキーの機能を果たす。 UnixおよびWindows環境ではAltキーとして機能する。 標準のIBM PCキーボードレイアウトの同等のものと比較すると、コマンドキーとオプションキーの順序は逆である。

### 電源キー（ ◁ ）
Apple Desktop Busキーボードでは、 を使用して、それをサポートするMacintosh II以降の機種では電源を入れられる（WindowsのControl-Alt-Deleteに相当する ）。 ファンクションキーのあるキーボードでは、ファンクションキーと同じキーボード列の左端または右端に配置されていた。ファンクションキーのないキーボードでは、他のキーの上にある中央の位置に配置されていた。
- Apple IIGSでは、このキーは、コントロールキーと組み合わせて使用され、リセットされる。 開いているAppleキーと組み合わせて使用すると、リセットによってコンピュータが再起動する。 他のさまざまなリセットキーの組み合わせは、他のさまざまなことを行う。

- Appleの初期のUSB実装ではMacintoshの電源に配線された専用ピンのおかげで、電源キーはより初期のUSBキーボードのより一般的な電源ボタンに置き換えられ、その後、特別な電源ピンとともにApple Pro Keyboardで廃止された。 その機能のほとんどは、このような新しいキーボードのeject（⏏）キーに移された（コントロールキーを同時に押して、ejectキーを電源キーのように機能させる）。

### その他
- Apple UKキーボードレイアウトでは、USロケーションに@キーと"キーがある（それぞれ2 キーと' キー上）。 これらは通常、Apple以外のUKキーボードでは逆となっている。
- テンキーを備えたフルサイズのデスクトップキーボードには、F15、F16、またはF19までの範囲のファンクションキーがある。 [7] F17-F19キーは、アルミニウムUSBキーボードで導入された。 [8] IntelベースのすべてのMacBookシリーズと、Bluetoothアルミニウムキーボードや組み込みキーボードなどのコンパクトキーボードは、IBM PCキーボードと同様にF1〜F12のみである。
- テンキーを備えたモデルでは、 Num Lockキーの代わりにClearキーを使用する。これらは数値入力専用であり、通常はカーソル制御には使用されない。 Unicodeでは、Clearキーは次のように表される
- テンキーに「等しい」キー（ = ）が追加された。
- Insertキーの代わりのヘルプキー、または最新のアルミニウムキーボードでは、 ファンクションキーの機能をデフォルトと特殊機能（ボリュームコントロール、 Exposéなど）の間で切り替えるfnキーがある。
- 通常、ノートブックコンピュータには、ファンクションキーと共有される追加の割り当てが含まれている –   明るさ、ボリュームアップ、ボリュームダウン、ミュート、イジェクト（ reduce ）の増減 。 Appleは、Proキーボードのリリース以来、ステータスインジケータライトが多くのIBM PCキーボードにあるテンキーの上にあるデスクトップキーボードの最後の4つのキーを提供している。 最新のアルミニウムキーボードでは、これらの機能は、Appleのラップトップと同じように、ファンクションキーでアクセスできる。

### JIS配列

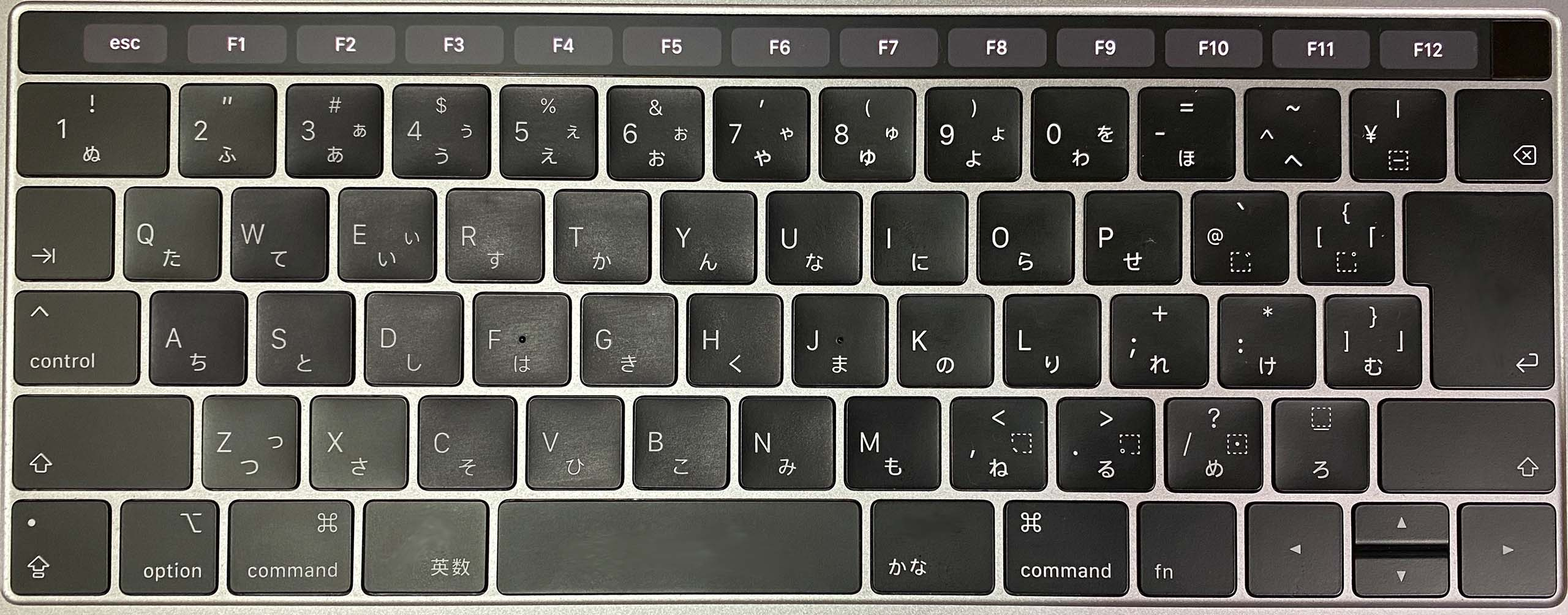
MacBook Pro Touchバーモデル2016〜2019に掛けてのJISキーボード

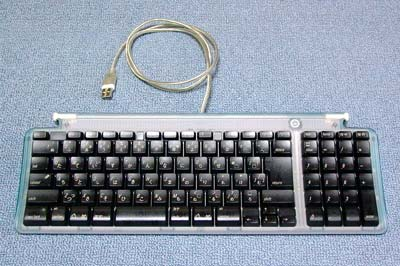
電源ボタンが特徴的なApple USB Keyboard JIS（1998年〜1999年）

JIS配列の最初のApple Keyboardは、ADBのApple Keyboard IIで1990年代に6色ロゴを廃するモデルチェンジを行った時に加わったApple Keyboard II-JIS M3250J/Aである。それまでの日本語キーボードM0487J/AなどはUS配列にカナを印字してあるだけのものであった。

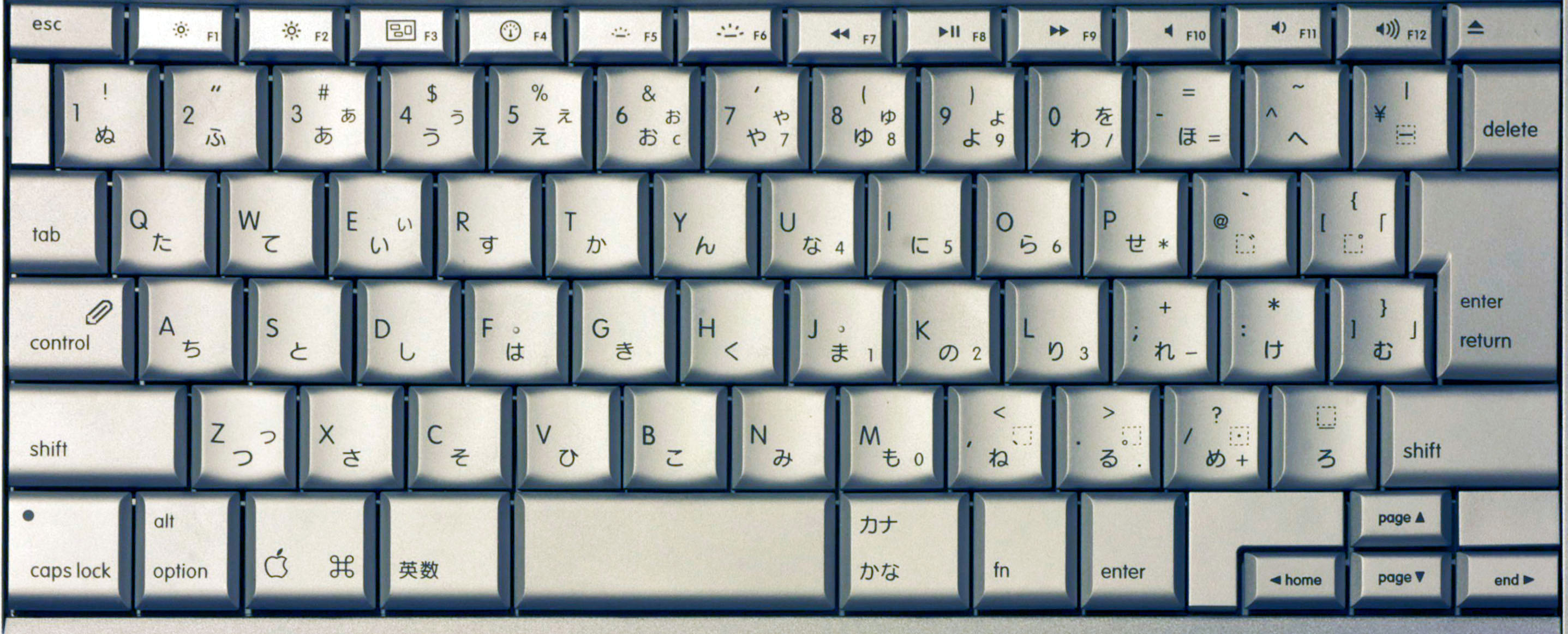
MacBook Pro 15インチ (Early 2008)までのJISキーボード

#### 特徴
- スペースキーの左に「英数」キー、右に「かな」キーが個別に配列されている（トグルではない）。その後、2025年3月発売のMacBook Airの「英数」キーが「ABC」キーへ、「かな」キーが「あいう」キーへ表記変更された[9]。

### ファンクションキーの割り当て

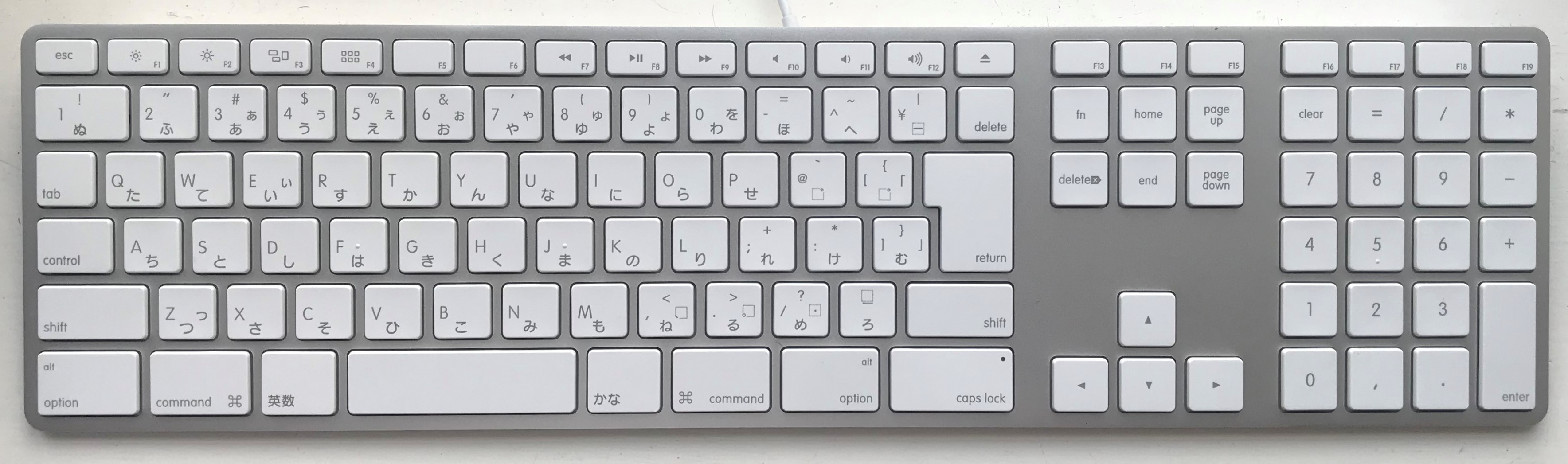
Apple Keyboard JIS (Aluminium 2011) MB110J/B

|                     | F1         | F2         | F3              | F4            | F5         | F6             | F7            | F8            | F9                             | F10                                  | F11                          | F12        |
| ------------------- | ---------- | ---------- | --------------- | ------------- | ---------- | -------------- | ------------- | ------------- | ------------------------------ | ------------------------------------ | ---------------------------- | ---------- |
| （2003–2007）       | 画面輝度大 | 画面輝度大 | 消音            | 音量小        | 音量大     | Num Lock       | 表示スイッチ  |               | すべてのウィンドウ（ Exposé ） | アプリケーションウィンドウ（Exposé） | デスクトップを表示（Exposé） | Dashboard  |
| （2007–2011）       | 画面輝度小 | 画面輝度大 | Exposé          | Dashboard     |            |                | 巻き戻し      | 再生/一時停止 | 早送り                         | ミュート                             | 音量小                       | 音量大     |
| MacBook Air（2010） | 画面輝度小 | 画面輝度大 | Exposé          | Dashboard     |            | 巻き戻し       | 再生/一時停止 | 早送り        | 消音                           | 音量小                               | 音量大                       | イジェクト |
| （2011–）           | 画面輝度小 | 画面輝度大 | Spaces          | Launchpad     | キー輝度小 | キー輝度大     | 巻き戻し      | 再生/一時停止 | 早送り                         | 消音                                 | 音量小                       | 音量大     |
| （2020–）           | 画面輝度小 | 画面輝度大 | Mission Control | Spotlight検索 | 音声入力   | おやすみモード | 巻き戻し      | 再生/一時停止 | 早送り                         | 消音                                 | 音量小                       | 音量大     |

## 歴史

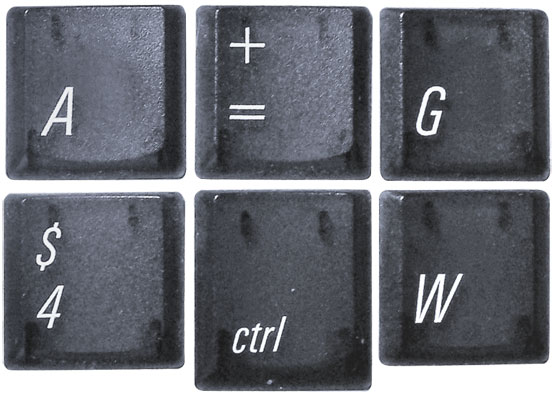
2003年のPowerBook G4キーボードの6つのキー

Macintosh向けキーボードは、 Apple IIで使用されているキーボードを連想させる。 
Appleの最初の製品であるApple Iは、キーボード（またはケース）なしのネイキッドPCBとして販売されていたが、一部のリセラーとユーザーは自分のケースにキーボードを内蔵し、Appleはそのようなリセラー少なくとも1つに協力した。 

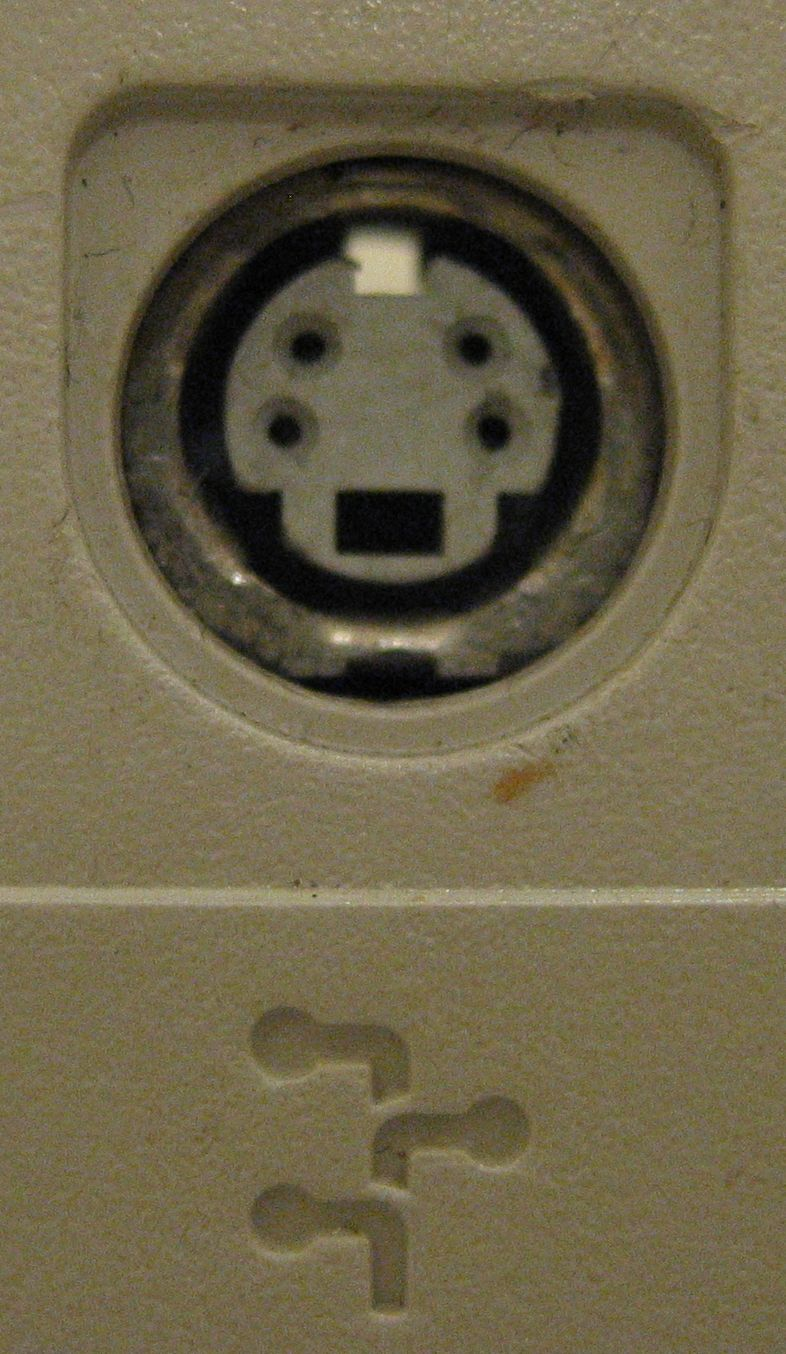
Apple Desktop Bus （ADB）端子

Appleの古いADB（ Apple Desktop Bus ）キーボードは、NeXTやSonyのシステムなど、他のADBベースのシステムと互換性がある （Apple以外のADBキーボードの場合はその逆）。 USBアダプター（Griffin iMateなど）を使用する場合、Appleの新しいUSBキーボードと同様に機能するが、そのようなセットアップを新しいバージョンのmacOSで使用すると問題発生の可能性がある。Power Macintosh G3（Blue＆White）より後の機種では、外部ADBポートは搭載されなくなったが、Appleは、最終世代のPowerBookおよびiBookまで、ラップトップキーボードおよびトラックパッドの内部プロトコルとしてADBを使用していた。このため、ADBドライバーはMac OS X 10.5まであるが、 Mac OS X 10.6にはない。 これらのオペレーティングシステムでも、USBアダプターでADBデバイスを使用できる。なお、パイオニアがMac互換機を発売していた当時のキーボード、MPC-KB1はApple Keyboard IIのOEMであり、MPC-KB2はメカニカルキーを採用した独自のキーボードであった。 
AppleのUSBキーボードはBoot Campとの関係もあってWindows PCと互換性があり、再マッピングすることができた。 CommandキーはWindowsキー、 ⌥ OptionキーはAltキー、 Helpキーは⎀ Insertキー、 ClearキーはNum Lockキーとして機能する。 古いオールホワイトモデルでは、ボリュームキーはMacintoshと同じように機能し、イジェクトキーは機能しない。 2007年8月にリリースされた新しいモデルでは、音量、明るさ、Exposé、ダッシュボード、イジェクト、およびメディアコントロールは、AppleのBoot Campソフトウェアをインストールしないと機能しない。 このソフトウェアを使用すると、音量、明るさ、イジェクト、およびメディアコントロールのボタンが正しく機能するようになっていた。 